# Tupaia picta
Tupaia picta är en däggdjursart som beskrevs av Thomas 1892. Tupaia picta ingår i släktet Tupaia och familjen spetsekorrar. IUCN kategoriserar arten globalt som livskraftig.
Denna spetsekorre förekommer med tre från varandra skilda populationer på Borneo. Arten lever i låglandet och i bergstrakter upp till 1000 meter över havet. Tupaia picta vistas främst i skogar.

## Underarter
Arten delas in i följande underarter:
- T. p. fuscior
- T. p. picta